# Eugen Spiro
Eugen Spiro (ur. 18 kwietnia 1874  we Wrocławiu, zm. 26 września 1972 w Nowym Jorku) — niemiecki malarz, portrecista, brat malarki Baladine Klossowskiej.
Urodzony w rodzinie Abrahama Beer Spiro (1833–1903) kantora synagogi Pod Białym Bocianem. Kształcił się na uczelniach artystycznych Wrocławia u Albrechta Bräuera i Monachium u Franza von Stucka. W latach 1899–1904 przebywał we Wrocławiu. Od 1904 r. do 1933 r. mieszkał w Berlinie, gdzie prowadził twórczą działalność artystyczną. Od 1906–1914 przebywał w Paryżu. Był członkiem Secesji Monachijskiej. W 1933 r. po dojściu Hitlera do władzy, z powodu swego żydowskiego pochodzenia, wyemigrował do Francji. W 1940 r. ponownie zmuszony do emigracji przez nazistów, wyjechał przez Hiszpanię i Portugalię do Stanów Zjednoczonych.
Eugen Spiro był trzykrotnie żonaty: z austriacką aktorką Tillą Durieux, Elisabeth Saenger-Sethe i Lilly Jacoby. Był wujem malarza Balthusa, syna Balladyny Kłossowskiej. Zmarł w wieku 98 lat w Nowym Jorku.